# 威权社会主义
威权社会主义（英語：Authoritarian socialism），又称自上而下的社会主义，是一个政治术语，用来描述一系列自称为社会主义并拒绝采纳多党政治、集会自由、人身保护权和言论自由的经济政治体系，或是出于对反革命的恐惧，或是作为实现社会主义目标的手段。